# Pneumokoniose

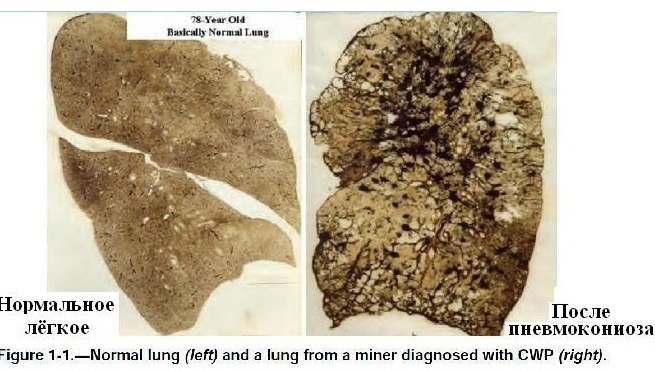
Vergleich zwischen normaler Lunge (links) und Staublunge (rechts)

Die Pneumokoniose (von altgriechisch πνεύμων pneumōn „Lunge“, κόνις konis „Staub“ und -ose) oder Staublunge entsteht durch Inhalation von anorganischen Stäuben. Der Begriff der Pneumokoniose wurde 1866 von Zenker für die pulmonalen Veränderungen, die durch langdauernde Einatmung von Staub unter verschiedenen Arbeitsbedingungen entstehen, eingeführt.
Art, Menge, Größe und fibroblastische Reizwirkung der Staubpartikel beeinflussen ebenso wie die Expositionsdauer und die individuelle Resistenz die Symptomatik und den Verlauf der Krankheit. Es kommt zu Lungenveränderungen, die zur Lungenfibrose führen können.
Es handelt sich um eine (meldepflichtige) Berufskrankheit.
Die Silikose ist heute die häufigste Pneumokoniose.

## Ursachen
Je nach Substanz unterscheidet sich der Verlauf und die Prognose der Erkrankung:
Eine eher schlechte Prognose mit häufiger Lungenfibrose und schwerer Beeinträchtigung:
- Quarzfeinstaub (Silikose)
- Asbestfasern (Asbestose)
- Talkum (Talkose)
- Metallstaub: Aluminiumstaub (Aluminose), Berylliumstaub (Berylliose)
- Hartmetallstaub (Hartmetalllunge): z. B. durch Chrom, Titan, Vanadium, Wolfram, Molybdän

Eine eher gute Prognose mit sehr seltener Lungenfibrose:
- Kohlestaub (Anthrakose):
- Eisenstaub (Lungensiderose)
- Schwerspatstaub (Barytose)

Asbestose im Röntgenbild

Als Abgrenzung ist die Byssinose zu nennen, die aus dem Einatmen von organischen Stäuben (Zellulosefasern) resultiert, weil sie von menschlichem Gewebe nicht abgebaut werden.

## Diagnose
Die Pneumokoniosen werden mittels Röntgenbild des Thorax diagnostiziert und nach der ILO-Klassifikation (International Labour Organization) beurteilt.
Im Röntgenbild können interstitielle fleckförmige und subpleural lokalisierte Infiltrate („Streifenschatten“) oder kleine Zystenbildungen („Honigwaben“) in Erscheinung treten. Mit hochauflösender Computertomographie werden diese Veränderungen wesentlich früher und genauer erfasst als mit einer Übersichtsaufnahme der Lunge.
Klinisch kann sich mit fortschreitender Lungenveränderung eine Kurzatmigkeit bzw. Atemnot infolge eingeschränkter Lungenfunktion einstellen. Die Erfassung der Lungenfunktion erfolgt zumeist durch Spirometrie.
Die seltene Kombination von Silikose mit rheumatoider Arthritis wird als Caplan-Syndrom bezeichnet.